# علی طباطبائی
علی طباطبائی  سیاست‌مدار ایرانی بود، که در دوره‌های  بیست و سوم و  بیست و چهارم به‌عنوان نماینده همدان در مجلس شورای ملی حضور داشت.